# Tales from the Kingdom of Fife
Tales from the Kingdom of Fife és l'àlbum debut de la banda anglosuïssa de power metal simfònic Gloryhammer. Va ser llançat el 29 de març de 2013 a Europa.

## Història
Ens trobem en una versió d'Escòcia del segle 10, on tal com s'havia profetitzat Anstruther's Dark Prophecy, el malvat mag Zargothrax invaeix i conquereix Dundee amb un exèrcit d'unicorns zombies corromputs The unicor Invasion of Dundee, segrestant a la princesa Iona McDougall. El princep del regne de Fife (Kingdom of Fife) Angus McFife, jura que es venjarà Angus McFife. En un somni, té una visió de tres relíquies que li permetran acabar amb en Zargothrax, i comença una èpica missió per aocnseguir-los.
Angus es dirigirà al nord per guanyar en combat el seu martell de guerra màgic Quest for the Hammer of Glory, després anirà fins a Strathclyde (Strathclyde) per aconseguir el drac daurat que montarà en combat Magic Dragon. Inspirat per les memòries de McDougall, que va empresonar a Zargothrax en una presó de gel Silent Tears of Frozen Princess en McFife cavalga el seu drac fins al llac Rannoch (Loch Rannoch) i recupera l'amulet de la justícia Amulet of Justice, completant així la missió de les relíquies.
Després de forjar una aliança amb els poderosos caballers de Crail (Crail) Hail to Crail, McFife creuarà Cowdenbeath (Cowdenbeath) Beneath Cowdenbeath per enfrontar-se a en Zargothrax al seu fort. Mentre els cavallers lluiten contra les forces del mag als camps de batalla de Dunfermline (Dunfermline) McFife i el guerrer bàrbar de Unst (Unst) es colen al castell a través de tunels nans, ajudats per l'hermità Relathor The Epic Rage of Furious Thunder. Enfrontant-se a Zargothrax en combat singular, McFive el derrota, i el tanca dins d'una presó de gel líquid. Després d'això utilitzarà l'Amulet de la Justícia per alliberar la princesa i els unicorns, restaurant l'equilibri al regne de Fife. Wizards

## Llistat de pistes
Tota la música i lletres de Gloryhammer.
| 1.            | «Anstruther's Dark Prophecy»       | 1:27  |
| 2.            | «The Unicorn Invasion of Dundee»   | 4:26  |
| 3.            | «Angus McFife»                     | 3:28  |
| 4.            | «Quest for the Hammer of Glory»    | 5:38  |
| 5.            | «Magic Dragon»                     | 5:28  |
| 6.            | «Silent Tears of Frozen Princess»  | 5:34  |
| 7.            | «Amulet of Justice»                | 4:27  |
| 8.            | «Hail to Crail»                    | 4:43  |
| 9.            | «Beneath Cowdenbeath»              | 2:29  |
| 10.           | «The Epic Rage of Furious Thunder» | 10:28 |
| Durada total: | Durada total:                      | 48:08 |

| No.             | Títol                           | Llargada |
| --------------- | ------------------------------- | -------- |
| 11.             | "Magos!" (pista de bonificació) | 2:22     |
| Longitud total: | Longitud total:                 | 50:30    |

Gloryhammer
- Angus McFife XIII (Thomas Winkler) – veu
- Ser Proletius (Paul Templing) – guitarres, veu de cor
- Zargothrax (Christopher Bowes) – teclats, veu del cor
- The Hootsman (James Cartwright) – baix, veu del cor
- Ralathor (Ben Turk) – bateria, veu de cor, arranjaments orquestrals

Músics addicionals
- Marie Lorey – veu femenina
- Dominic Sewell Community Choir – veus
- Brendan Casey - veu del cor

Producció
- Lasse Lammert: producció, enginyeria, mescla, masterització, veu del cor
- Dan Goldsworthy – obra d'art, disseny
- Steve Brown – fotografia
- Amy Turk: arranjaments orquestrals